# سسیلیا کارانزا سارولی
سسیلیا کارانزا سارولی (اسپانیایی: Cecilia Carranza Saroli‎؛ زادهٔ ۲۹ دسامبر ۱۹۸۶ در روساریو)، ملوان قایق بادبانی اهل آرژانتین است.
او در بازی‌های المپیک تابستانی ۲۰۱۲ به رقابت پرداخت و در پایان به مقام بیست و یکم دست یافت.
در بازی‌های المپیک تابستانی ۲۰۰۸ به مقام هشتم رسید؛ و در بازی‌های المپیک تابستانی ۲۰۱۶ مدال طلا را از آن خود کرد.